# Nyctemera tangens
Nyctemera tangens là một loài bướm đêm thuộc phân họ Arctiinae, họ Erebidae.